# گلن اسکافیلد
گلن اسکافیلد طراح، کارگردان، تهیه‌کننده و هنرمند بازی ویدئویی است و در حال حاضر مدیر و موسس اسلج‌همر گیمز است. او قبلاً معاون و مدیر در ویسرال گیمز و همچنین خالق و مدیر اجرایی بازی فضای مرده بود. به عنوان یک هنرمند ماهر، اسکافیلد بیش از ۵۰ بازی از عناوین کودکانه تا اکشن ساخته که هر کدام بیش از ۳ میلیارد دلار درآمد داشتند.